# Diphyus castaniventris
Diphyus castaniventris là một loài tò vò trong họ Ichneumonidae.